# 歧路中國
《歧路中國》是由王超华主编的一本论文集，该书主要包含了20世纪90年代中国大陆知识分子（特别是中国新左翼和自由派）的访谈及观点，反映了当时中国大陆的思想面貌。该书最初于2003年由维索图书出版，后于2004年由聯經出版公司出版繁体中文版。

## 扩展阅读
- 书评：Dirlik, Arif. . New Left Review. 2004-07-08, II (28)  [2022-10-01]. （原始内容存档于2017-10-21）.
- 书评：Pye, Lucian W. . Foreign Affairs. 2004-03  [2022-10-01]. （原始内容存档于2022-10-03）.
- 书评：贝岭. . 明報月刊. 2004-12-01  [2022-10-01]. （原始内容存档于2022-10-06）.